# Reconeixement Òptic de Música
Reconeixement Òptic de Música, en anglès conegut com a Optical Music Recognition (OMR), és l'aplicació del reconeixement òptic de caràcters per interpretar partitures o partitures impreses, en forma editable o reproduïble. Un vegada que s'ha capturat de forma digital, la música es pot guardar en formats d'arxius que s'utilitzen habitualment, com per exemple, MIDI (per a reproducció) i MusicXML (per al disseny de pàgina).

## Història
Les primeres investigacions sobre el reconeixement a la música impresa es van realitzar a nivell de postgrau a la fi dels anys 60 al MIT i a altres institucions. Es van fer esforços successius per localitzar i eliminar les línies del personal musical deixant que els símbols siguin reconeguts i analitzats. El primer producte comercial per escanejar música, MIDISCAN (ara SmartScore), va ser llançat el 1991 per la corporació Musitek.
A diferència de l'OCR del text, on les paraules s'analitzen de manera seqüencial, la notació musical implica elements paral·lels, ja que quan hi ha diverses veus presents juntament amb els símbols de rendiment no enganxats situats a prop. Per tant, la relació espacial entre notes, expressions, dinàmiques, articulacions i altres anotacions és una part important de l'expressió de la música.